# Ernst Öpik
Ernst Julius Öpik (ur. 10 października?/22 października 1893 w Kundzie, zm. 10 września 1985 w Bangor) – estoński astronom. W 1932 roku zaproponował istnienie odległego okołosłonecznego obłoku materii, z którego miałyby pochodzić komety (tzw. Obłok Öpika-Oorta).

## Skrócona biografia
Öpik ukończył gimnazjum w Tallinnie, a później wyższe studia na Cesarskim Uniwersytecie w Moskwie. W 1916 roku, po 4 latach spędzonych w Obserwatorium Moskiewskim, mianowano go dyrektorem Wydziału Astronomicznego w Taszkencie. W 1921 roku podjął pracę w obserwatorium astronomicznym w Tartu, którą kontynuował aż do roku 1944, i którą przerwał jedynie dla badań w Harvard College Observatory w latach 1930–1934.
Jako były ochotnik Armii Białej i zdecydowany przeciwnik komunizmu, w 1944 roku musiał uciekać w bydlęcym wagonie przed nadciągającymi do Estonii wojskami ZSRR do Hamburga, skąd w 1948 udał się do Irlandii Północnej. Tam rozpoczął trwającą aż do roku 1981 pracę w Armagh Observatory (Armagh), w którym przez pewien czas pełnił także funkcję dyrektora. W latach 1950–1981 redagował Irish Astronomical Journal. Öpik piastował pozycję wizytującego profesora na University of Maryland, College Park, od 1956, nie przerywając jednak innych obowiązków.
Jego brat Armin Öpik był paleontologiem. Wnuk Ernsta Öpika, Lambit Öpik, jest brytyjskim politykiem.

## Praca naukowa
Öpik był bez wątpienia jednym z najwybitniejszych astronomów swojego pokolenia, znanym ze swoich szerokich zainteresowań, obejmujących, prócz astronomii, także inne nauki fizyczne. Kilka z jego najważniejszych dokonań to
- pierwsze obliczenia gęstości białego karła (40 Eri B) w 1915 roku.
- pierwsze dokładne wyznaczenie odległości do pozagalaktycznego obiektu (Messier 31) w 1922 roku.
- skonstruowanie hipotezy istnienia odległego okołosłonecznego obłoku materii jako miejsca pochodzenia komet Układu Słonecznego (Obłok Öpika-Oorta) w 1932 roku.
- prace teoretyczne nad ewolucją karłów i ich ewolucją w olbrzymy w 1938 roku
- nowa teoria ziemskich epok lodowych z 1952 roku.

Ogromny jest wkład Öpika w badania drobnych obiektów Układu Słonecznego. Jego statystyczna analiza przecinających orbitę Ziemi asteroid i komet była fundamentalna dla zrozumienia ruchu tych ciał niebieskich i ich wpływu na Ziemię. Obliczona przez niego gęstość kraterów uderzeniowych Marsa została widowiskowo potwierdzona przez marsjańskie misje planetarne.

## Nagrody i wyróżnienia
Ernst Öpik w 1975 roku otrzymał za swoje osiągnięcia Złoty Medal Królewskiego Towarzystwa Astronomicznego, zaś w 1976 roku Bruce Medal. Jego imieniem nazwano także jedną z asteroid (2099) Öpik.